# Bandes françaises
Die Bandes françaises waren französische Fußtruppen, die seit König Ludwig XI. nach schweizerischem Muster organisiert wurden.
Die Bildung der Bandes françaises, wie auch die der Francs-archers, sind zurückzuführen auf das Ziel der französischen Könige des 15. und 16. Jahrhunderts, eine nationale Infanterie zu schaffen.
Unter Franz I. und Heinrich II. spielten die Bandes françaises eine Rolle in den Kriegen gegen Karl V. Sie wurden während dieser Zeit neu organisiert und erhielten einen Colonel générale als Kommandeur. Im Jahr 1582 begann Franz von Guise die Bandes françaises zu Regimentern umzubilden.